# Chevelle/Diskografie
Diese Diskografie ist eine Übersicht über die musikalischen Werke der US-amerikanischen Rock-Band Chevelle. Den Schallplattenauszeichnungen zufolge hat sie bisher mehr als neun Millionen Tonträger verkauft. Ihre erfolgreichsten Veröffentlichungen sind das zweite Studioalbum Wonder What’s Next und die Single The Red mit jeweils mehr als zwei Millionen verkauften Einheiten.

## Alben

### Studioalben
| Jahr | Titel Musiklabel                                    | Höchstplatzierung, Gesamtwochen, AuszeichnungChartplatzierungen (Jahr, Titel, Musiklabel, Platzierungen, Wochen, Auszeichnungen, Anmerkungen) | Höchstplatzierung, Gesamtwochen, AuszeichnungChartplatzierungen (Jahr, Titel, Musiklabel, Platzierungen, Wochen, Auszeichnungen, Anmerkungen) | Anmerkungen                                                    |
| Jahr | Titel Musiklabel                                    | US | Rock | Anmerkungen                                                    |
| ---- | --------------------------------------------------- | --- | --- | -------------------------------------------------------------- |
| 1999 | Point #1 Squint Entertainment                       | — | — | Erstveröffentlichung: 4. Mai 1999                              |
| 2002 | Wonder What’s Next Epic Records                     | US14 ×2Doppelplatin · (49 Wo.)US | — | Erstveröffentlichung: 8. Oktober 2002 Verkäufe: + 2.000.000    |
| 2004 | This Type of Thinking (Could Do Us In) Epic Records | US8 Platin · (38 Wo.)US | — | Erstveröffentlichung: 21. September 2004 Verkäufe: + 1.000.000 |
| 2007 | Vena Sera Epic Records                              | US12 Gold · (12 Wo.)US | Rock2 (5 Wo.)Rock | Erstveröffentlichung: 3. April 2007 Verkäufe: + 500.000        |
| 2009 | Sci-Fi Crimes Epic Records                          | US6 (13 Wo.)US | Rock3 (9 Wo.)Rock | Erstveröffentlichung: 31. August 2009                          |
| 2011 | Hats Off to the Bull Epic Records                   | US20 (21 Wo.)US | Rock5 (20 Wo.)Rock | Erstveröffentlichung: 6. Dezember 2011                         |
| 2014 | La Gárgola Epic Records                             | US3 (17 Wo.)US | Rock1 (17 Wo.)Rock | Erstveröffentlichung: 1. April 2014                            |
| 2016 | The North Corridor Epic Records                     | US8 (4 Wo.)US | Rock1 (9 Wo.)Rock | Erstveröffentlichung: 12. Juli 2016                            |
| 2021 | Niratias Epic Records                               | US9 (2 Wo.)US | Rock1 (2 Wo.)Rock | Erstveröffentlichung: 5. März 2021                             |
| 2025 | Bright as Blasphemy Alchemy Recordings              | — | — | Erstveröffentlichung: 15. August 2025                          |

grau schraffiert: keine Chartdaten aus diesem Jahr verfügbar

### Livealben
| Jahr | Titel Musiklabel                     | Anmerkungen                                                              |
| ---- | ------------------------------------ | ------------------------------------------------------------------------ |
| 2003 | Live from the Road Epic Records      | Erstveröffentlichung: 11. November 2003                                  |
| 2004 | Music as a Weapon II Reprise Records | Erstveröffentlichung: 24. Februar 2004 mit Disturbed, Taproot und Unloco |
| 2011 | Any Last Words? Epic Records         | Erstveröffentlichung: 11. Januar 2012                                    |

### Kompilationen
| Jahr | Titel Musiklabel                                      | Höchstplatzierung, Gesamtwochen, AuszeichnungChartplatzierungen (Jahr, Titel, Musiklabel, Platzierungen, Wochen, Auszeichnungen, Anmerkungen) | Höchstplatzierung, Gesamtwochen, AuszeichnungChartplatzierungen (Jahr, Titel, Musiklabel, Platzierungen, Wochen, Auszeichnungen, Anmerkungen) | Anmerkungen                            |
| Jahr | Titel Musiklabel                                      | US | Rock | Anmerkungen                            |
| ---- | ----------------------------------------------------- | --- | --- | -------------------------------------- |
| 2012 | Stray Arrows – A Collection of Favorites Epic Records | US195 (1 Wo.)US | Rock38 (1 Wo.)Rock | Erstveröffentlichung: 4. Dezember 2013 |
| 2018 | 12 Bloody Spies: B-Sides and Rarities Epic Records    | US139 (1 Wo.)US | Rock12 (1 Wo.)Rock | Erstveröffentlichung: 26. Oktober 2018 |

## Singles
| Jahr | Titel Album                                                         | Höchstplatzierung, Gesamtwochen, AuszeichnungChartplatzierungen (Jahr, Titel, Album, Platzierungen, Wochen, Auszeichnungen, Anmerkungen) | Höchstplatzierung, Gesamtwochen, AuszeichnungChartplatzierungen (Jahr, Titel, Album, Platzierungen, Wochen, Auszeichnungen, Anmerkungen) | Anmerkungen                                                 |
| Jahr | Titel Album                                                         | US | Rock | Anmerkungen                                                 |
| ---- | ------------------------------------------------------------------- | --- | --- | ----------------------------------------------------------- |
| 2002 | The Red Wonder What’s Next                                          | US56 ×2Doppelplatin · (20 Wo.)US | — | Erstveröffentlichung: 22. Juli 2002 Verkäufe: + 2.000.000   |
| 2003 | Send the Pain Below Wonder What’s Next                              | US65 Platin · (20 Wo.)US | — | Erstveröffentlichung: 28. Januar 2003 Verkäufe: + 1.000.000 |
| 2004 | Vitamin R (Leading Us Along) This Type of Thinking (Could Do Us In) | US68 Gold · (12 Wo.)US | — | Erstveröffentlichung: 2. August 2004 Verkäufe: + 500.000    |
| 2005 | The Clincher This Type of Thinking (Could Do Us In)                 | US— GoldUS | — | Erstveröffentlichung: 25. Januar 2005 Verkäufe: + 500.000   |
| 2007 | I Get It Vena Sera                                                  | US— GoldUS | — | Erstveröffentlichung: 12. Juni 2007 Verkäufe: + 500.000     |
| 2009 | Jars Sci-Fi Crimes                                                  | US— GoldUS | Rock2 (29 Wo.)Rock | Erstveröffentlichung: 23. Juni 2009 Verkäufe: + 500.000     |
| 2009 | Letter from a Thief Sci-Fi Crimes                                   | — | Rock4 (24 Wo.)Rock | Erstveröffentlichung: 7. Dezember 2009                      |
| 2010 | Shameful Metaphors Sci-Fi Crimes                                    | — | Rock25 (20 Wo.)Rock | Erstveröffentlichung: 13. Juli 2010                         |
| 2011 | Face to the Floor Hats Off to the Bull                              | US— GoldUS | Rock3 (32 Wo.)Rock | Erstveröffentlichung: 14. Oktober 2011 Verkäufe: + 500.000  |
| 2012 | Hats Off to the Bull                                                | — | Rock6 (26 Wo.)Rock | Erstveröffentlichung: 16. Februar 2012                      |
| 2014 | Take Out the Gunman La Gárgola                                      | — | Rock25 (17 Wo.)Rock | Erstveröffentlichung: 4. Februar 2014                       |
| 2016 | Joyride (Omen) The North Corridor                                   | — | Rock40 (7 Wo.)Rock | Erstveröffentlichung: 13. Mai 2016                          |
| 2021 | Self Destructor Niratias                                            | — | Rock28 (2 Wo.)Rock | Erstveröffentlichung: 9. Januar 2021                        |

grau schraffiert: keine Chartdaten aus diesem Jahr verfügbar
Weitere Singles
| Jahr | Titel                        | Album                                  |
| ---- | ---------------------------- | -------------------------------------- |
| 1999 | Point #1                     | Point #1                               |
| 2000 | Mia                          | Point #1                               |
| 2003 | Closure                      | Wonder What’s Next                     |
| 2005 | Panic Prone                  | This Type of Thinking (Could Do Us In) |
| 2008 | The Fad                      | Vena Sera                              |
| 2012 | Same Old Trip                | Hats Off to the Bull                   |
| 2014 | Hunter Eats Hunter           | La Gárgola                             |
| 2014 | An Island                    | La Gárgola                             |
| 2016 | Door to Door Cannibals       | The North Corridor                     |
| 2017 | Rivers                       | The North Corridor                     |
| 2018 | Sleep Walking Elite          | 12 Bloody Spies: B-Sides and Rarities  |
| 2018 | In Debt to the Eartch        | 12 Bloody Spies: B-Sides and Rarities  |
| 2021 | Peach                        | Niratias                               |
| 2021 | Remember When                | Niratias                               |
| 2021 | Mars Simula                  | Niratias                               |
| 2025 | Rabbit Hole (Cowards, Pt. 1) | Bright as Blasphemy                    |
| 2025 | Jim Jones (Cowards, Pt. 2)   | Bright as Blasphemy                    |

## Videoalben und Musikvideos

### Videoalben
| Jahr | Titel Musiklabel                 | Anmerkungen                            |
| ---- | -------------------------------- | -------------------------------------- |
| 2003 | Live from the Norva Epic Records | Erstveröffentlichung: 14. Oktober 2003 |
| 2011 | Any Last Words? Epic Records     | Erstveröffentlichung: 11. Januar 2012  |

### Musikvideos
| Jahr | Titel                        | Regie                |
| ---- | ---------------------------- | -------------------- |
| 1999 | Point #1                     | Ulf Buddensieck      |
| 2000 | Mia                          | Jonathan Richter     |
| 2002 | The Red                      | Nathan Cox           |
| 2003 | Send the Pain Below          | Robert Hales         |
| 2003 | Closure                      | Sam Erickson         |
| 2004 | Vitamin R (Leading Us Along) | Nathan Cox           |
| 2005 | The Clincher                 | Nathan Cox           |
| 2007 | Well Enough Alone            | Brian Webber         |
| 2007 | I Get It                     | Citizens of Tomorrow |
| 2008 | The Fad                      | Citizens of Tomorrow |
| 2009 | Jars                         | Nathan Cox           |
| 2009 | Letter from a Thief          | P.R. Brown           |
| 2010 | Shameful Metaphors           | Frankie Nasso        |
| 2011 | Face to the Floor            | P.R. Brown           |
| 2012 | Hats Off to the Bull         | P.R. Brown           |
| 2014 | Take Out the Gunman          | Michael Dispenza     |
| 2016 | Door to Door Criminals       | Rich Ragsdale        |
| 2021 | Self Destructor              | Josh Stone           |
| 2021 | Mars Simula                  | Josh Stone           |

## Statistik

### Chartauswertung
|                     | US     | Rock      |
| ------------------- | ------ | --------- |
| Nummer-eins-Alben   | US—US  | Rock3Rock |
| Top-10-Alben        | US4US  | Rock6Rock |
| Alben in den Charts | US10US | Rock8Rock |

|                       | US    | Rock      |
| --------------------- | ----- | --------- |
| Nummer-eins-Singles   | US—US | Rock—Rock |
| Top-10-Singles        | US—US | Rock4Rock |
| Singles in den Charts | US3US | Rock8Rock |

### Auszeichnungen für Musikverkäufe
Anmerkung: Auszeichnungen in Ländern aus den Charttabellen bzw. Chartboxen sind in ebendiesen zu finden.
| Land/RegionAuszeichnungen für Musikverkäufe (Land/Region, Auszeichnungen, Verkäufe, Quellen) | Gold     | Platin     | Verkäufe  | Quellen  |
| -------------------------------------------------------------------------------------------- | -------- | ---------- | --------- | -------- |
| Vereinigte Staaten (RIAA)                                                                    | 6× Gold6 | 6× Platin6 | 9.000.000 | riaa.com |
| Insgesamt                                                                                    | 6× Gold6 | 6× Platin6 |           |          |